# Hypolimnas violaria
Hypolimnas violaria är en fjärilsart som beskrevs av Hans Fruhstorfer 1912. Hypolimnas violaria ingår i släktet Hypolimnas och familjen praktfjärilar. Inga underarter finns listade i Catalogue of Life.